# سبيد واي (إنديانا)
سبيد واي هي بلدة في مقاطعة ماريون بولاية إنديانا الأمريكية. يبلغ عدد سكانها 11812 نسمة. يبلغ ارتفاعها عن سطح البحر قرابة 228 متر ومساحتها 12.35 كم².

## التركيبة السكانية
قام مكتب تعداد الولايات المتحدة بتحديد بيانات التركيبة السكانية لسبيد واي في تعداد الولايات المتحدة. في ما يلي، التركيبة السكانية حسب تعدادي 2000 و2010.

### تعداد عام 2000
بلغ عدد سكان سبيد 44 نسمة بحسب تعداد عام 2000، وبلغ عدد الأسر 18 أسرة وعدد العائلات 12 عائلة مقيمة في المدينة. في حين سجلت الكثافة السكانية 301.2 نسمة لكل ميل مربع (116.3/كم2). وبلغ عدد الوحدات السكنية 27 وحدة بمتوسط كثافة قدره 184.8 نسمة لكل ميل مربع (71.4/كم2).
وتوزع التركيب العرقي للمدينة بنسبة 100.00% من البيض.
بلغ عدد الأسر 18 أسرة كانت نسبة 38.9% منها لديها أطفال تحت سن الثامنة عشر تعيش معهم، وبلغت نسبة الأزواج القاطنين مع بعضهم البعض 66.7% من أصل المجموع الكلي للأسر، ونسبة 5.6% من الأسر كان لديها معيلات من الإناث دون وجود شريك، وكانت نسبة 27.8% من غير العائلات. تألفت نسبة 27.8% من أصل جميع الأسر من أفراد ونسبة 11.1% كانوا يعيش معهم شخص وحيد يبلغ من العمر 65 عاماً فما فوق. وبلغ متوسط حجم الأسرة المعيشية 2.92، أما متوسط حجم العائلات فبلغ 2.44.
بلغ العمر الوسطي للسكان 41 عاماً. وكانت نسبة 27.3% من القاطنين تحت سن الثامنة عشر، وكانت نسبة 4.5% بين الثامنة عشر والأربعة وعشرون عاماً، ونسبة 29.5% كانت واقعةً في الفئة العمرية ما بين الخامسة والعشرون حتى والأربعة وأربعون عاماً، ونسبة 31.8% كانت ما بين الخامسة والأربعون حتى الرابعة والستون، ونسبة 6.8% كانت ضمن فئة الخامسة والستون عاماً فما فوق. يوجد لكل 100 أنثى 109.5 ذكر، ويوجد لكل 100 أنثى في الثامنة عشر من عمرها فما فوق 128.6 ذكر.
بلغ متوسط دخل الأسرة في المدينة 45,625 دولار، أما متوسط دخل العائلة فبلغ 51,250 دولار. وكان متوسط دخل الذكور 27,083 دولار مقابل 26,250 دولار للإناث. وسجل دخل الفرد الخاص بالمدينة 15,031 دولار. ولم يكن هناك عوائل تحت خط الفقر، وكانت نسبة 2.0% من غير العوائل تحت خط الفقر،

### تعداد عام 2010
بلغ عدد سكان سبيد 37 نسمة بحسب تعداد عام 2010، وبلغ عدد الأسر 16 أسرة وعدد العائلات 11 عائلة مقيمة في المدينة. في حين سجلت الكثافة السكانية 246.7 نسمة لكل ميل مربع (95.3/كم2). وبلغ عدد الوحدات السكنية 27 وحدة بمتوسط كثافة قدره 180.0 لكل ميل مربع (69.5/كم2).
وتوزع التركيب العرقي للمدينة بنسبة 91.9% من البيض.
بلغ عدد الأسر 16 أسرة كانت نسبة 25.0% منها لديها أطفال تحت سن الثامنة عشر تعيش معهم، وبلغت نسبة الأزواج القاطنين مع بعضهم البعض 62.5% من أصل المجموع الكلي للأسر، وكانت نسبة 6.3% من الأسر لديها معيلون من الذكور دون وجود زوجة، وكانت نسبة 31.3% من غير العائلات. وبلغ متوسط حجم الأسرة المعيشية 2.64، أما متوسط حجم العائلات فبلغ 2.31.
بلغ العمر الوسطي للسكان 50.3 عاماً. وكانت نسبة 24.3% من القاطنين تحت سن الثامنة عشر، وكانت نسبة 2.7% بين الثامنة عشر والأربعة وعشرون عاماً، ونسبة 18.9% كانت واقعةً في الفئة العمرية ما بين الخامسة والعشرون حتى والأربعة وأربعون عاماً، ونسبة 40.5% كانت ما بين الخامسة والأربعون حتى الرابعة والستون، ونسبة 13.5% كانت ضمن فئة الخامسة والستون عاماً فما فوق. وتوزع التركيب الجنسي للسكان بنسبة 56.8% ذكور و43.2% إناث.

## وصلات خارجية
- الموقع الرسمي